# Pendus de Niolo
 (décembre 2024).
L'expression « pendus du Niolo » (en corse : impiccati di u Niolu) fait référence à un massacre commis le 23 juin 1774 par le général français Sionville.

## Les faits
À la suite de l'annexion de la Corse par la République de Gênes à la France en 1768 avec le traité de Versailles, la lutte de la population corse contre les nouveaux occupants s'enflamme.
Le 31 mars 1774 , le conseil du Cap Corse décide de libérer Corte des nouveaux occupants français.
Au même moment commençait la révolte de la population de Castirla, dans le Niolo. Lorsque le général Marbeuf, qui était le commandant militaire de la Corse, fit emprisonner l'un des chefs de la révolte anti-française, Cesare d'Orezza, 400 hommes prirent les armes.

## Les victimes
Les onze victimes du Niolo étaient :
- Cesare Acquaviva âgé de 32 ans Acquale de Lozzi.
- Raimondu Acquaviva âgé de 36 ans de Acquale de Lozzi.
- Antone Albertini âgé de 36 ans de Corscia.
- Ghjuvanni Albertini âgé de 48 ans d'Albertacce.
- Marcu Maria Albertini, 17 ans, originaire de Corscia.
- Ghjuvan Stefanu Albertini, 35 ans, originaire de Corscia.
- Don Ignaziu Geromini âgé de 40 ans de Bonamanacce de Calacuccia.
- Ghjaseppu Maria Luciani âgé de 38 ans de Sidossi di Calacuccia .
- Don Ignaziu Maestracci âgé de 24 ans de Corscia.
- Ghjuvanni Francescu Mattei, 40 ans, originaire de Corscia.
- Anghjulu Romani, 26 ans originaire de Corscia.

## Les pendus du Niolo dans la culture corse
Les pendus du Niolo sont rappelés par la chanson du groupe traditionnel corse A filetta dans la chanson A paghjella di l'impiccati (La paghjella des pendus), contenue dans l'album Intantu de 2002.